# Комунікаційний дизайн
Комунікаційний дизайн — це змішана дисципліна між дизайном та інформаційним розвитком, яка стосується того, як засоби масової інформації, такі як друковані, створені, електронні носії або презентації, взаємодіють з людьми. Підхід до комунікаційного дизайну стосується не лише розробки повідомлення, крім естетики в засобах масової інформації, а й створення нових медіа-каналів для забезпечення досягнення цільової аудиторії повідомлення. Деякі дизайнери використовують графічний дизайн та дизайн комунікацій взаємозамінно через накладені навички.
Дизайн комунікацій може також посилатися на системний підхід, в якому сукупність засобів масової інформації та повідомлень у рамках культури чи організації розробляється як єдиний комплексний процес, а не серія окремих зусиль. Це робиться за допомогою каналів зв'язку, які мають на меті інформувати та привернути увагу тих людей, на яких фокусуються свої навички. Навички дизайну повинні бути адаптовані до різних культур людей, зберігаючи при цьому приємний візуальний дизайн. Це все важливі відомості, які потрібно додати до комплекту засобів масової інформації, щоб отримати найкращі результати.
В межах дисципліни «комунікація» виникла основа комунікації як дизайну, яка зосереджується на переробці інтерактивності та формуванні доступності зв'язку. Програмне забезпечення та програми створюють можливості та обмежують зв'язок. Нещодавно Гут і Брабхем досліджували, як ідеї конкурують у платформі краудсорсингу, надаючи модель відносин між дизайнерськими ідеями, комунікаціями та платформою. Ті самі автори взяли інтерв'ю з засновниками технологічної компанії про демократичні ідеали, які вони вкладають у розробку додатків та технологій електронного уряду. Інтерес до комунікації як дизайнерського середовища зростає серед дослідників.

## Загальне враження
Дизайн комунікацій прагне залучити, надихати, створювати бажання та мотивувати людей реагувати на повідомлення, з метою сприятливого впливу на найнижчу чергу органу-розпорядника, який може бути або створення бренду, переміщення продажів, або гуманітарних цілей. Його процес передбачає стратегічне ділове мислення, використовуючи дослідження ринку, творчість та вирішення проблем. Директори зв'язку перекладають ідеї та інформацію за допомогою різноманітних засобів масової інформації. Їх особливий талант лежить не тільки в традиційних навичках рук, але і в їхній здатності стратегічно мислити в дизайні та маркетингу, щоб встановити довіру через спілкування.
Термін «комунікаційний дизайн» часто використовується взаємозамінно з візуальним спілкуванням, але має альтернативне більш широке значення, яке включає слуховий, вокальний, дотик і запах. Приклади комунікаційного дизайну включають інформаційну архітектуру, редагування, друк, ілюстрацію, вебдизайн, анімацію, рекламу, навколишнє середовище, дизайн візуальної ідентичності, виконавське мистецтво, копірайтинг та професійні навички письма, що застосовуються в творчих галузях.

## Освіта
Студенти комунікаційного дизайну навчаються створювати візуальні повідомлення та транслювати їх у світ новими та змістовними способами. У складному цифровому середовищі навколо нас комунікаційний дизайн став потужним засобом досягнення цільової аудиторії. Студенти навчаються поєднувати спілкування з мистецтвом та технологією. Дисципліна комунікаційного дизайну включає в себе вчення про те, як створювати вебсторінки, відеоігри, анімацію, рух-графіку тощо.
Комунікаційний дизайн має зміст як головну мету. Він повинен досягти реакції або отримати клієнта, щоб побачити продукт справжнім способом залучення продажів або отримання повідомлення. Студенти комунікаційного дизайну часто є ілюстраторами, графічними дизайнерами, вебдизайнерами, рекламодавцями, аніматорами, відеоредакторами або рухами, а також навіть друзями та концептуальними виконавцями. Термін «комунікаційний дизайн» є досить загальним, і практики працюють у різних засобах масової інформації, щоб отримувати повідомлення.

### Візуальний дизайн
Візуальний дизайн — це дизайн, який працює на будь-яких носіях або підтримує візуальне спілкування.  Деякі з них вважатимуть більш правильною термінологією для охоплення всіх типів конструкцій, застосовуваних у спілкуванні, що використовує візуальний канал для передачі повідомлень  саме тому, що цей термін стосується поняття візуальної мови деяких носіїв, а не обмежується підтримкою певної форми змісту, як і терміни графічний дизайн (графіка)  або дизайн інтерфейсу (електронні носії).